# حدوة الحصان الحرشفية
حدوة الحصان الحرشفية (باللاتينية: Hippocrepis toletana) نوع نباتي يتبع جنس حدوة الحصان من الفصيلة البقولية.

## الموئل والانتشار
ينتشر هذا النوع في منطقة الأندلس في جنوب إسبانيا.